# Грозданов, Пламен
Пламен Иванов Грозданов (24 сентября 1950, Казанлык, Болгария) — болгарский дипломат и бизнесмен.

## Биография
Окончил Высший экономический институт им. К. Маркса в Софии.
В 1977—1992 годах работал в Министерстве иностранных дел Болгарии.
В 1978—1980 годах обучался в Дипакадемии МИД СССР.
В 1981—1985 годах работал в посольстве Болгарии в Хельсинки.
В 1989—1992 годах заместитель постоянного представителя Болгарии в ООН.
В 1992—2006 годах на управленческой работе в частном секторе.
В октябре 2006 года назначен чрезвычайным и полномочным послом Республики Болгария в Российской Федерации.
Лауреат Международной премии святых равноапостольных Кирилла и Мефодия (2009, вручал патриарх Кирилл).
С 31 марта 2009 года по совместительству назначен послом Болгарии в Туркмении.
В апреле 2012 года освобождён должности посла в России и Туркмении.
Супруга — экономист Саша Грозданова, 2 сына.

## Взгляды
- О евроскептицизме в Болгарии: «У нас не так уж много скептиков. Скептики есть, конечно, везде. Во всех странах-членах ЕС. Но молодое поколение, молодые люди они в основном поддерживают полностью членство Болгарии в ЕС» (24.07.2007)[3].